# Hervé Lomboto
Hervé Lomboto est un footballeur international congolais évoluant au poste de gardien de but.

## Biographie

### En club
Lomboto commence sa carrière au sein de l'Union Sportive Amazone à Kimbanseke dans le District de Tshangu en République démocratique du Congo. 
Au printemps 2012, il quitte l'US Amazone et rejoint l'AS Vita Club. Avec cette équipe, il participe à la Ligue des champions d'Afrique.

### En équipe nationale
Lomboto joue avec l'équipe des moins de 23 ans, et tente de se qualifier pour les Jeux olympiques d'été de 2012 organisés à Londres. Cependant, il n'arrive pas à se qualifier pour les Jeux olympiques avec cette équipe.
Il fait ses débuts internationaux avec les seniors de la RD Congo le 7 juillet 2013, contre le Congo. Ce match gagné 2-1 rentre dans le cadre des éliminatoires du championnat d'Afrique des nations 2014. Lomboto dispute un total de quatre matchs lors de ces éliminatoires.
Il ne joue plus ensuite avec la RD Congo pendant près de trois ans. En juin 2016, il est de retour et participe à la Coupe COSAFA. Il joue deux matchs lors de cette compétition, notamment la demi-finale perdue face aux tirs au but au Botswana. Il s'agit de ses dernières sélections.